# Jean Blancard
Pour les articles homonymes, voir Blancard.
Jean Blancard est ingénieur et haut fonctionnaire français né le 18 août 1914 à Paris 16e et mort le 24 décembre 2008 à Sèvres. 

## Biographie
Il fait des études à l'École polytechnique (promotion 1933) et à l'École des mines de Paris. 
Il commence une carrière administrative d'ingénieur des mines à Chalon-sur-Saône en 1938. De 1941 à 1943, il est professeur à l'École des mines de Saint-Étienne. À partir de 1943, il travaille à la direction des carburants du ministère de l'industrie. Au départ de son patron, Pierre Guillaumat, en 1951, il devient directeur des carburants, jusqu'en 1959. Il dirige le bureau de recherches de pétrole (BRP) de 1951 à 1954.
Il est alors nommé brièvement à la délégation ministériel « Air » (qui chapeaute alors la direction technique et industrielle) (1959-1961), tout en présidant à nouveau le bureau de recherches de pétrole de 1959 à 1966. En 1966, lors de la création de l'entreprise de recherche et d'activités pétrolières (ERAP), il en devient le vice-président jusqu'en 1968. En parallèle, il préside la SNECMA (1964-1968).
De 1968 à 1974, il est délégué ministériel pour l'armement au ministère des Armées. Ensuite, il est délégué général pour l'énergie pendant un court moment (1974-1975). Enfin, il est nommé président de Gaz de France de 1975 à 1979. 
En parallèle, il est vice-président du Conseil général des mines au ministère de l'industrie de 1969 à 1982, et il préside la commission PEON à partir de 1973.
Lorsque le 1er mars 1982, l’État prend 20 % du capital de la société Dassault Breguet par l'intermédiaire de la SOGEPA (Société de gestion de participation aéronautique), Jean Blancard est nommé représentant de l’État au conseil d'administration.

## Distinctions
- Commandeur de la Légion d'honneur